# Goesinoje Ozero
Goesinoje Ozero (Russisch: Гусиное Озеро; "ganzenmeer", Boerjatisch: Тамча; Tamtsja) is een plaats (selo) in het district Selenginski in het zuiden van de Russische autonome republiek Boerjatië, gelegen aan de zuidwestelijke oever van het gelijknamige meer. Het inwonertal van de plaats werd op 3.000 geschat in 2005, waarmee het de tweede plaats van het district is na de stad Goesinoozjorsk. In de plaats bevindt zich de datsan Tamtsjinski, een boeddhistisch klooster uit 1741.

## Geschiedenis
Het dorp werd gesticht als een posjolok in 1934 bij de bouw van de spoorlijn van Oelan-Oede naar Naoesjki, die in 1939 werd voltooid. Daarvoor lag er echter reeds al de Boerjatische nederzetting Tamtsja. Op 26 juni 1941 kreeg de plaats de status van nederzetting met stedelijk karakter, maar in 2005 werd het wegens de daling van het aantal inwoners gedegradeerd tot een selo.
In 2001 vond een brand plaats in een militair munitiedepot in de buurt van de plaats, waar destijds 2000 spoorwagons vol munitie stonden. Projectielen werden hierbij weggeblazen tot 30 kilometer ver. Het dorp en omliggende dorpen werden in allerijl geëvacueerd. Bij de explosies kwamen drie mensen om het leven en werden 7 gebouwen en 80 huizen en appartementen verwoest of zwaar beschadigd. Bij het opruimen van de projectielen (voor verkoop als ijzer) kwamen nog eens 26 mensen om het leven.
| 1989  | 2002  | 2005    |
| ----- | ----- | ------- |
| 4.219 | 3.268 | ± 3.000 |